# Babylon by Bus
Babylon by Bus är ett livealbum av Bob Marley & The Wailers, släppt i november 1978. Albumet är inspelat under Europadelen av bandets världsturné följande albumet Kaya, under våren 1978.

## Låtlista

### Skiva ett
1. "Positive Vibration" (Vincent Ford) - 5:50
2. "Punky Reggae Party" (Bob Marley, Lee Perry) - 5:51
3. "Exodus" (Bob Marley) - 7:41
4. "Stir It Up" (Bob Marley) - 5:17
5. "Rat Race" (Bob Marley, Rita Marley) - 3:41
6. "Concrete Jungle" (Bob Marley) - 5:37
7. "Kinky Reggae" (Bob Marley) - 4:46

### Skiva två
1. "Lively Up Yourself" (Bob Marley) - 6:18
2. "Rebel Music (3 O'Clock Roadblock)" (Aston Barrett, Hugh Peart) - 5:20
3. "War/No More Trouble" (Carlton Barrett, Allen Cole, Bob Marley) - 5:28
4. "Is This Love" (Bob Marley) - 7:27
5. "Heathen" (Bob Marley) - 4:29
6. "Jammin'" (Bob Marley) - 5:54

## Listplaceringar
| Lista (1978-1979) | Position             |
| ----------------- | -------------------- |
| Frankrike         | 3                    |
| Nederländerna     | 4                    |
| Norge             | 15 (VG-lista)        |
| Nya Zeeland       | 21                   |
| Storbritannien    | 40 (UK Albums Chart) |
| Sverige           | 44 (Topplistan)      |
| USA               | 102 (Billboard 200)  |
| Västtyskland      | 30                   |